# Hansteinia blepharorhachis
Hansteinia blepharorhachis là một loài thực vật có hoa trong họ Ô rô. Loài này được (Lindau) Durkee mô tả khoa học đầu tiên năm 1986.